# Соколов, Алексей Алексеевич (полковник)
Алексе́й Алексе́евич Соколо́в (17 [30] марта 1911, Нижний Новгород — 4 мая 2013, Псков) — гвардии полковник в отставке, почётный председатель Совета ветеранов 104-го гвардейского Краснознамённого десантно-штурмового полка, почётный ветеран 76-й гвардейской Черниговской Краснознамённой десантно-штурмовой дивизии.

## Биография
Родился в семье почтового чиновника. Окончил 8 классов школы, получил профессию слесаря. В 1931 году по комсомольской путёвке уехал строить секретный машиностроительный завод в Московской области. Сдал нормы ГТО.
После призыва в РККА был направлен в школу младшего комсостава танкистов. Остался на сверхсрочную службу. Служил механиком-водителем в танковой бригаде, расположенной в Наро-Фоминске. Трижды участвовал в майских и октябрьских парадах на Красной площади в Москве. За овладение навыками инструктора подводного вождения танков получил почётное звание «стахановец».
В 1939—1940 годах со своей бригадой принимал участие в войне с Финляндией, после которой был назначен на должность начальника штаба автотранспортного батальона 48-й стрелковой дивизии, дислоцированной под Ригой.
После начала Великой Отечественной войны 48-я стрелковая дивизия с боями отступила от Риги под Ленинград, где приняла участие в обороне города на Ораниенбаумском плацдарме. Старший лейтенант Соколов был назначен командиром 365-й (7-й) автотранспортной роты, во главе которой принимал участие в обеспечении передвижения людей и грузов по «малой дороге жизни», связывавшей Ораниенбаумский пятачок с Ленинградом.
После снятия в 1944 году блокады участвовал в освобождении Польши, взятии Берлина, освобождении Праги.
В августе 1945 года был переброшен на Дальний Восток, где принял участие в разгроме Квантунской армии Японии под Харбином и Порт-Артуром.
| Мне довелось участвовать в трех войнах, в трех ужасах войны. Ответственное, трудное время. Войны остались в памяти, а служба в воздушно-десантных войсках — в сердце. — А. А. Соколов в интервью газете «Псковская правда», 5 мая 2010 года. |

В 1948 году капитан Соколов был назначен заместителем командира по технической части формируемого 104-го парашютно-десантного полка 76-й гвардейской Черниговской Краснознамённой воздушно-десантной дивизии. С этим полком и дивизией связана вся его дальнейшая жизнь.
Во время правления Хрущёва при сокращении численности армии полковник Соколов был уволен в отставку. Возглавил Совет ветеранов 104-го гвардейского парашютно-десантного полка, оставаясь в этой должности более 30 лет. Являлся почётным председателем Совета ветеранов. Активно участвовал в жизни полка и дивизии, занимаясь вопросами военно-патриотического воспитания молодёжи.
22 февраля 2011 года в Большом Кремлёвском дворце Президент Российской Федерации Дмитрий Медведев вручил Алексею Алексеевичу Соколову орден Александра Невского, «за особые личные заслуги перед Отечеством в деле военно-патриотического воспитания молодёжи».
Скончался 4 мая 2013 года в Пскове на 103-м году жизни.

## Награды
За доблесть и боевые отличия Алексей Соколов был награждён следующими государственными, ведомственными и общественными наградами:
- Орден Александра Невского (8 февраля 2011 года)[5]
- Орден Дружбы (27 апреля 2001 года)[6]
- Орден Красного Знамени
- 2 ордена Отечественной войны I степени (1 — приказ войскам 5-й армии № 0107/н от 29.09.1945 г.; 2 — 1985 г. в честь 40-летия Победы в ВОВ)
- Орден Отечественной войны II степени
- 3 ордена Красной Звезды (1 — приказ войскам 1-го Украинского фронта №: 95/н от 11.06.1945 г.)
- Медаль Жукова
- 2 медали «За боевые заслуги»
- Медаль «За оборону Ленинграда»
- Медаль «За победу над Германией в Великой Отечественной войне 1941—1945 гг.»
- Медаль «За победу над Японией»
- Медаль «За взятие Берлина»
- Медаль «За освобождение Праги»
- Медаль «55 лет победы советского народа в Великой Отечественной войне 1941—1945 гг.»
- Медаль «70 лет создания Воздушно-десантных войск СССР»
- другие медали